# París-Tours

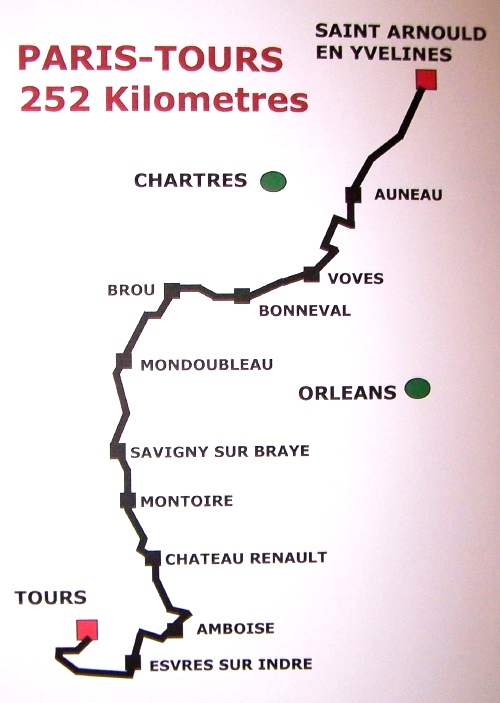
La Paris-Tours ara comença a St. Arnould-en-Yvelines, 50 km al sud-oest de París i va cap al sud-oest a través de Tours de Loire at Amboise per acabar finalment a l'Avenue du Grammont a Tours.

La París-Tours és una clàssica ciclista que se celebra anualment a l'octubre i que en els últims anys ha anat de Saint Arnould en Yvelines a Tours, amb un recorregut molt pla que quasi sempre afavoreix els esprínters, que solen triomfar en un esprint massiu de l'Avenue Grammont a Tours, una llarga avinguda de 3 quilòmetres de longitud. Per això és coneguda també com la Clàssica dels esprínters.

## La cursa
El rècord de més victòries a la París-Tours és de tres, un rècord compartit per quatre ciclistes: Gustave Danneels (1934, 1936 i 1937), Paul Maye (1941, 1942 i 1945), Guido Reybroeck (1964, 1966 i 1968) i Erik Zabel (1994, 2003 i 2005). Eddy Merckx no va guanyar mai la París-Tours; hauria d'haver guanyat el 1968, però va cedir la victòria al seu company d'equip Guido Reybroeck per agrair-li el seu ajut al llarg de la temporada. Un alemany quasi desconegut, Erik Zabel, va aconseguir la seva primera gran victòria a la París-Tours del 1994. Zabel va arribar a ser un dels millors esprínters de tots els temps, guanyant el maillot verd del Tour de França sis vegades consecutives. Va tornar a guanyar la cursa el 2003 i el 2005. En els últims anys, ciclistes com Jacky Durand, Andrea Tafi, Marc Wauters, Richard Virenque o Erik Dekker han guanyat la cursa en escapada o en un grup reduït.

## El doblet de la Tardor
El doblet de la Tardor és guanyar la París-Tours i la Volta a Llombardia en el mateix any, dues curses que se celebren amb una setmana de diferència. Com que les curses són molt diferents, la francesa més apta pels esprínters, i la italiana pels escaladors, és molt difícil aconseguir el doblet. Només quatre ciclistes ho han aconseguit; els belgues Philippe Thys, el 1917, Rik van Looy, el 1959 i Philippe Gilbert, el 2009; i l'holandès Jo de Roo en dues ocasions, 1962 i 1963.

## Palmarès
| Any                                                            | Vencedor                | Segon                    | Tercer                     |
| -------------------------------------------------------------- | ----------------------- | ------------------------ | -------------------------- |
| 1896                                                           | Eugène Prévost          | Emile Ouzou              | Lucien Bouvet              |
| 1897-1900 edicions no disputades                               |                         |                          |                            |
| 1901                                                           | Jean Fischer            | Georges Lorgeou          | Édouard Wattelier          |
| 1906                                                           | Lucien Petit-Breton     | Louis Trousselier        | Henri Cornet               |
| 1907                                                           | Georges Passerieu       | André Pottier            | Émile Georget              |
| 1908                                                           | Omer Beaugendre         | Frédéric Saillot         | François Faber             |
| 1909                                                           | François Faber          | Jean Alavoine            | Ernest Paul                |
| 1910                                                           | François Faber          | Louis Trousselier        | Émile Engel                |
| 1911                                                           | Octave Lapize           | Cyrille Van Hauwaert     | Émile Georget              |
| 1912                                                           | Louis Heusghem          | Charles Deruyter         | Lucien Petit-Breton        |
| 1913                                                           | Charles Crupelandt      | Georges Passerieu        | Louis Luguet               |
| 1914                                                           | Oscar Egg               | Émile Engel              | Philippe Thys              |
| 1915-1916 edicions no disputades per la Primera Guerra Mundial |                         |                          |                            |
| 1917                                                           | Philippe Thys           | Marcel Godivier          | Eugène Christophe          |
| 1918                                                           | Charles Mantelet        | Lucien Cazalis           | Alexis Michiels            |
| 1919                                                           | Hector Tiberghien       | René Vandenhove          | Jean Rossius               |
| 1920                                                           | Eugène Christophe       | Honoré Barthélémy        | Albert Dejonghe            |
| 1921                                                           | Francis Pélissier       | Louis Mottiat            | Eugène Christophe          |
| 1922                                                           | Henri Pélissier         | Heiri Suter              | Robert Jacquinot           |
| 1923                                                           | Paul Deman              | Félix Sellier            | Hector Tiberghien          |
| 1924                                                           | Louis Mottiat           | Nicolas Frantz           | Jules Huyvaert             |
| 1925                                                           | Denis Verschueren       | August Mortelmans        | Jean Hillarion             |
| 1926                                                           | Heiri Suter             | Kastor Notter            | Nicolas Frantz             |
| 1927                                                           | Heiri Suter             | Gustaaf Van Slembrouck   | Georges Ronsse             |
| 1928                                                           | Denis Verschueren       | Charles Pélissier        | Marius Gallottini          |
| 1929                                                           | Nicolas Frantz          | Aimé Déolet              | Georges Ronsse             |
| 1930                                                           | Jean Maréchal           | Marcel Bidot             | Frans Bonduel              |
| 1931                                                           | André Leducq            | Roger Parioleau          | Alfred Hamerlinck          |
| 1932                                                           | Julien Moineau          | Herbert Sieronski        | Amulio Viarengo            |
| 1933                                                           | Jules Merviel           | Antonin Magne            | Ludwig Geyer               |
| 1934                                                           | Gustave Danneels        | Romain Gijssels          | Félicien Vervaecke         |
| 1935                                                           | René Le Grevès          | Roger Lapébie            | Raffaele di Paco           |
| 1936                                                           | Gustave Danneels        | Fernand Mithouard        | Jules Coelart              |
| 1937                                                           | Gustave Danneels        | Frans Bonduel            | Edgard De Caluwé           |
| 1938                                                           | Jules Rossi             | Albertin Disseaux        | Paul Maye                  |
| 1939                                                           | Frans Bonduel           | Lucien Storme            | Theo Pirmez                |
| 1940 edició no disputada per la Segona Guerra Mundial          |                         |                          |                            |
| 1941                                                           | Paul Maye               | Albert Goutal            | Pierre Cloarec             |
| 1942                                                           | Paul Maye               | Gérard Virol             | Jules Rossi                |
| 1943                                                           | Gabriel Gaudin          | Achiel Buysse            | Albert Hendrickx           |
| 1944                                                           | Lucien Teisseire        | Louis Gauthier           | Louis Thiétard             |
| 1945                                                           | Paul Maye               | Joseph Goutorbe          | Émile Idée                 |
| 1946                                                           | Albéric Schotte         | Roger Prevotal           | Maurice De Muer            |
| 1947                                                           | Albéric Schotte         | Émile Idée               | Albert Sercu               |
| 1948                                                           | Louis Caput             | Robert Mignat            | Émile Idée                 |
| 1949                                                           | Albert Ramon            | Paul Neri                | Jacques Geus               |
| 1950                                                           | André Mahé              | Urbain Caffi             | Guy Lapébie                |
| 1951                                                           | Jacques Dupont          | Alfredo Martini          | Attilio Redolfi            |
| 1952                                                           | Raymond Guégan          | Albéric Schotte          | Louis Caput                |
| 1953                                                           | Jozef Schils            | Ferdi Kübler             | Georges Gilles             |
| 1954                                                           | Gilbert Scodeller       | Louison Bobet            | Pierre Michel              |
| 1955                                                           | Jacques Dupont          | Alfred De Bruyne         | Jean-Marie Cieleska        |
| 1956                                                           | Albert Bouvet           | Julien Schepens          | Louison Bobet              |
| 1957                                                           | Alfred De Bruyne        | Louison Bobet            | Angelo Conterno            |
| 1958                                                           | Gilbert Desmet          | Alfred De Bruyne         | François Mahé              |
| 1959                                                           | Rik Van Looy            | Coen Niesten             | André Noyelle              |
| 1960                                                           | Jo de Haan              | Michel Stolker           | Luis Otaño Arcelus         |
| 1961                                                           | Joseph Wouters          | Gilbert Desmet           | Anatole Novak              |
| 1962                                                           | Jo de Roo               | Frans Melckenbeeck       | Benoni Beheyt              |
| 1963                                                           | Jo de Roo               | Tom Simpson              | Raymond Poulidor           |
| 1964                                                           | Guido Reybrouck         | Rik Van Looy             | Gustaaf De Smet            |
| 1965                                                           | Gerben Karstens         | Gustaaf De Smet          | Fernand Deferm             |
| 1966                                                           | Guido Reybrouck         | Rik Van Looy             | Paul Lemetayer             |
| 1967                                                           | Rik Van Looy            | Barry Hoban              | José Samyn                 |
| 1968                                                           | Guido Reybrouck         | Walter Godefroot         | Eric Leman                 |
| 1969                                                           | Herman Van Springel     | Frans Verbeeck           | Roger Jochmans             |
| 1970                                                           | Jürgen Tschan           | René Pijnen              | Guido Reybrouck            |
| 1971                                                           | Rik Van Linden          | Marino Basso             | Gerben Karstens            |
| 1972                                                           | Noël Vantyghem          | Jos Huysmans             | Willy De Geest             |
| 1973                                                           | Rik Van Linden          | Roger De Vlaeminck       | Frans Verbeeck             |
| 1974                                                           | Francesco Moser         | Jean-Pierre Danguillaume | Eric Leman                 |
| 1975                                                           | Freddy Maertens         | Frans Van Looy           | Roger De Vlaeminck         |
| 1976                                                           | Ronald De Witte         | Raymond Poulidor         | Robert Bouloux             |
| 1977                                                           | Joop Zoetemelk          | Johan De Muynck          | Hennie Kuiper              |
| 1978                                                           | Jan Raas                | Jos Jacobs               | Guido Van Calster          |
| 1979                                                           | Joop Zoetemelk          | Giuseppe Saronni         | Jan Raas                   |
| 1980                                                           | Daniel Willems          | Alain Vigneron           | Eddy Vanhaerens            |
| 1981                                                           | Jan Raas                | Ferdinand Van Den Haute  | Luc Colijn                 |
| 1982                                                           | Jean-Luc Vandenbroucke  | Pierino Gavazzi          | Alfons De Wolf             |
| 1983                                                           | Ludo Peeters            | Adri van der Poel        | Jan Raas                   |
| 1984                                                           | Sean Kelly              | Steven Rooks             | Bruno Wojtinek             |
| 1985                                                           | Ludo Peeters            | Moreno Argentin          | Sean Kelly                 |
| 1986                                                           | Phil Anderson           | Jean-Louis Peillon       | Charly Mottet              |
| 1987                                                           | Adri van der Poel       | Teun van Vliet           | Maurizio Fondriest         |
| 1988                                                           | Peter Pieters           | Jan Goessens             | Sean Kelly                 |
| 1989                                                           | Jelle Nijdam            | Eric Vanderaerden        | Johan Museeuw              |
| 1990                                                           | Rolf Sørensen           | Phil Anderson            | Maurizio Fondriest         |
| 1991                                                           | Johan Capiot            | Olaf Ludwig              | Nico Verhoeven             |
| 1992                                                           | Hendrik Redant          | Christian Henn           | Olaf Ludwig                |
| 1993                                                           | Johan Museeuw           | Maurizio Fondriest       | Oleksandr Gontxenkov       |
| 1994                                                           | Erik Zabel              | Gianluca Bortolami       | Zbigniew Spruch            |
| 1995                                                           | Nicola Minali           | Andrei Txmil             | Sven Teutenberg            |
| 1996                                                           | Nicola Minali           | Tom Steels               | Giovanni Lombardi          |
| 1997                                                           | Andrei Txmil            | Maximilian Sciandri      | Henk Vogels                |
| 1998                                                           | Jacky Durand            | Mirco Gualdi             | Jaan Kirsipuu              |
| 1999                                                           | Marc Wauters            | Gianni Faresin           | Jaan Kirsipuu              |
| 2000                                                           | Andrea Tafi             | Andrei Txmil             | Daniele Nardello           |
| 2001                                                           | Richard Virenque        | Óscar Freire Gómez       | Erik Zabel                 |
| 2002                                                           | Jakob Piil              | Jacky Durand             | Erik Zabel                 |
| 2003                                                           | Erik Zabel              | Alessandro Petacchi      | Stuart O'Grady             |
| 2004                                                           | Erik Dekker             | Danilo Hondo             | Óscar Freire Gómez         |
| 2005                                                           | Erik Zabel              | Daniele Bennati          | Allan Davis                |
| 2006                                                           | Frédéric Guesdon        | Kurt Asle Arvesen        | Stuart O'Grady             |
| 2007                                                           | Alessandro Petacchi     | Francesco Chicchi        | Óscar Freire Gómez         |
| 2008                                                           | Philippe Gilbert        | Jan Kuyckx               | Sébastien Turgot           |
| 2009                                                           | Philippe Gilbert        | Tom Boonen               | Borut Božič                |
| 2010                                                           | Óscar Freire Gómez      | Angelo Furlan            | Gert Steegmans             |
| 2011                                                           | Greg Van Avermaet       | Marco Marcato            | Kasper Klostergaard        |
| 2012                                                           | Marco Marcato           | Laurens De Vreese        | Niki Terpstra              |
| 2013                                                           | John Degenkolb          | Michael Mørkøv           | Arnaud Démare              |
| 2014                                                           | Jelle Wallays           | Thomas Voeckler          | Jens Debusschere           |
| 2015                                                           | Matteo Trentin          | Tosh Van der Sande       | Greg Van Avermaet          |
| 2016                                                           | Fernando Gaviria Rendón | Arnaud Démare            | Jonas Van Genechten        |
| 2017                                                           | Matteo Trentin          | Søren Kragh Andersen     | Niki Terpstra              |
| 2018                                                           | Søren Kragh Andersen    | Niki Terpstra            | Benoît Cosnefroy           |
| 2019                                                           | Jelle Wallays           | Niki Terpstra            | Oliver Naesen              |
| 2020                                                           | Casper Pedersen         | Benoît Cosnefroy         | Joris Nieuwenhuis          |
| 2021                                                           | Arnaud Démare           | Franck Bonnamour         | Jasper Stuyven             |
| 2022                                                           | Arnaud Démare           | Edward Theuns            | Sam Bennett                |
| 2023                                                           | Riley Sheehan           | Lewis Askey              | Tobias Halland Johannessen |
| 2024                                                           | Christophe Laporte      | Mathias Vacek            | Jasper Philipsen           |